# (39270) 2001 AH11
(39270) 2001 AH11 è un asteroide troiano di Giove del campo greco. Scoperto nel 2001, presenta un'orbita caratterizzata da un semiasse maggiore pari a 5,176624 UA e da un'eccentricità di 0,075201, inclinata di 5,416243° rispetto all'eclittica. Ha un periodo di rotazione di 82,191 ore.